# Pomeroy (Iowa)
Pour les articles homonymes, voir Pomeroy.
Pomeroy est une ville du comté de Calhoun, en Iowa, aux États-Unis. 
La ville est fondée en 1870, pour préparer l'arrivée de la ligne de chemin de fer. Elle est ainsi baptisée en l'honneur de Charles Pomeroy (en), un homme politique originaire de l'Iowa. Elle est incorporée le 22 avril 1880.
Pomeroy est frappée le 6 juillet 1893 par une tornade qui tue 71 personnes et en blesse 200.

## Source de la traduction
- (en) Cet article est partiellement ou en totalité issu de l’article de Wikipédia en anglais intitulé « Pomeroy, Iowa » (voir la liste des auteurs).